# 毛尔曹利区
毛尔曹利区（匈牙利語：Marcali járás），是匈牙利绍莫吉州的一个区，总面积904.24平方公里，总人口34,472人（2011年），人口密度38人/平方公里。中心城市为毛爾曹利。

## 市镇
毛尔曹利区包含一个城镇和36个村庄。